# Camponotus bruneiensis
Camponotus bruneiensis är en myrart som beskrevs av Hugo Viehmeyer 1922. Camponotus bruneiensis ingår i släktet hästmyror, och familjen myror. Inga underarter finns listade.